# Die Abenteuer Don Ricardos
Die Abenteuer Don Ricardos (Originaltitel: Don Ricardo Returns) ist ein US-amerikanischer Western aus dem Jahr 1946 von Terry O. Morse mit Fred Coby in der Titelrolle. Das Drehbuch basiert auf einer Originalstory von Johnston McCulley.

## Handlung
Im Jahr 1835 macht sich der hinterlistige Spanier Luera in Monterey Sorgen, weil das Schiff, auf dem er seinen Cousin Don Ricardo, den Besitzer der Rancho San Luis Rey, zwei Jahre zuvor entführt hatte, endlich in den Hafen zurückkehrt. Luera ist entschlossen, Don Ricardo für tot erklären zu lassen, damit er seine Ranch erben und seine Verlobte Dorotea heiraten kann. Er befiehlt seinen Wachen, zum Hafen zu gehen und Don Ricardo auf der Stelle zu töten. Don Ricardo ist sich der Gefahr bewusst und springt von Bord. Er erscheint in einer Cantina und wird, nachdem er in einen Kampf mit dem Besitzer verwickelt ist, von dem Hünen Lugo, einem Freund aus Kindertagen, unterstützt. Lugo erkennt den stark veränderten Don Ricardo an einer Narbe in seinem Gesicht und verspricht ihm, ihm zu helfen. 
Lugo und Don Ricardo werden von Kapitän Martinez, dem Mann, den Luera angeheuert hat, um Don Ricardo zu entführen, und Lueras Wachen überrascht.  Don Ricardo und Lugo überwältigen ihre Angreifer jedoch schnell und zwingen Martinez, Luera in die Entführung zu verwickeln, bevor sie ihn gehen lassen. Später, nachdem Lugo Don Ricardo erzählt, dass Luera seine Etiketten auf Waren angebracht hat, die auf Doroteas Ranch El Camino hergestellt wurden, schwört Don Ricardo, genügend Beweise zu finden, um ihn zu verurteilen. Martinez wird unterdessen von Luera und seinem bösartigen Aufseher Miguel Porcoreno konfrontiert und versichert ihm, dass Don Ricardo beim Versuch, vom Schiff zu fliehen, ertrunken sei. Nachdem Luera Dorotea die „Neuigkeit“ mitgeteilt hat, bereitet er sich auf seine Abreise nach San Diego vor, wo er Don Ricardo offiziell für tot erklären lassen und sich selbst zum neuen Besitzer von San Luis Rey machen will. Die treue Dorotea weigert sich jedoch zu glauben, dass Don Ricardo tot ist, und weist Lueras Erklärung zurück, er habe sie verlassen, um „ein Abenteuer“ zu erleben. 
Don Ricardo und Lugo suchen unterdessen Zuflucht in der örtlichen Mission, die von Pater Carlos geleitet wird. Nachdem Don Ricardo Pater Carlos erzählt, dass er vorhat, Luera in einen Schwertkampf zu verwickeln, rät ihm der Priester, inkognito zu bleiben, bis er kampfbereit ist. Zu diesem Zweck überzeugen Lugo und Don Ricardo unter dem Namen Manuel den ahnungslosen Porcoreno, sie als Arbeiter in San Luis Rey einzustellen. Bei der ersten Gelegenheit schleicht sich Don Ricardo in sein Haus und holt sein Schwert und die Besitzurkunde der Ranch. Bald darauf bringt Pater Carlos Don Ricardo und Dorotea heimlich in der Mission wieder zusammen, und Dorotea, die ihre Fechtkünste mit Luera verfeinert hat, trainiert täglich mit ihrem Verlobten zur Vorbereitung auf das Duell. Als Luera schließlich aus San Diego zurückkehrt, nachdem er vom Gouverneur zum Don ernannt worden war, berichtet Porcoreno ihm, dass Dorotea heimlich jemanden getroffen hat.
Wütend und eifersüchtig eilt Luera zu Dorotea nach El Camino, während sie einen Diener schickt, um „Manuel“ und Lugo nach San Luis Rey zu holen. Bevor er jedoch zu Dorotea gehen kann, wird Don Ricardo von Porcoreno gerufen, der spürt, dass er kein gewöhnlicher Arbeiter ist, und ihn bittet, die Geschäftsbücher der Ranch durchzusehen. Als Lugo in El Camino ankommt, versucht er, Lueras Gespräch mit Dorotea zu belauschen, aber Luera befiehlt ihm zu gehen. Lugo stellt jedoch Lueras Autorität in Frage und schlägt ihn, woraufhin Luera versucht, Lugo zu verhaften, was die Arbeiter zum Aufstand provoziert. Während die Arbeiter in El Camino Chaos anrichten, flieht Don Ricardo, nachdem er die Beweise, die er braucht, in Lueras Geschäftsbüchern gefunden hat, aus San Luis Rey und fordert in seiner Abendgarderobe seinen erschrockenen Cousin zu einem Duell heraus. Luera stimmt unter der Bedingung zu, dass keine Sekundanten anwesend sind und der Kampf auf Leben und Tod ausgetragen wird, greift dann aber zu unfairen Taktiken, um Don Ricardo zu töten, nachdem er ihn verwundet hat. Mit Hilfe von Dorotea und Lugo gewinnt Don Ricardo jedoch die Oberhand und treibt Luera in die Enge, der dann von einem Sergeanten, der von Pater Carlos geschickt wurde, weggeführt wird. Später, nachdem sein Land zurückgegeben wurde, weist Don Ricardo den Priester an, seine bevorstehende Hochzeit mit Dorotea bekannt zu geben.

## Hintergrund
Gedreht wurde der Film von Anfang bis Mitte August 1946 in San Fernando.

## Veröffentlichung
Die Premiere des Films fand am 5. November 1946 statt. 1948 kam er in Österreich in die Kinos.

## Kritiken
Der Kritiker des TV Guide sah einen glanzlosen Zorro-Abklatsch von Poverty Row.